# وندرین
وندرین (به چکی: Vendryně) یک منطقهٔ مسکونی در جمهوری چک است که در Frýdek-Místek District واقع شده‌است.

## خصوصیات
وندرین ۲۰٫۹۵ کیلومترمربع مساحت و ۴٬۰۱۵ نفر جمعیت دارد و ۳۵۰ متر بالاتر از سطح دریا واقع شده‌است.